# Chiasmus mustelina
Chiasmus mustelina är en insektsart som beskrevs av William Lucas Distant 1908. Chiasmus mustelina ingår i släktet Chiasmus och familjen dvärgstritar. Inga underarter finns listade i Catalogue of Life.